# DIDMOAD-Syndrom

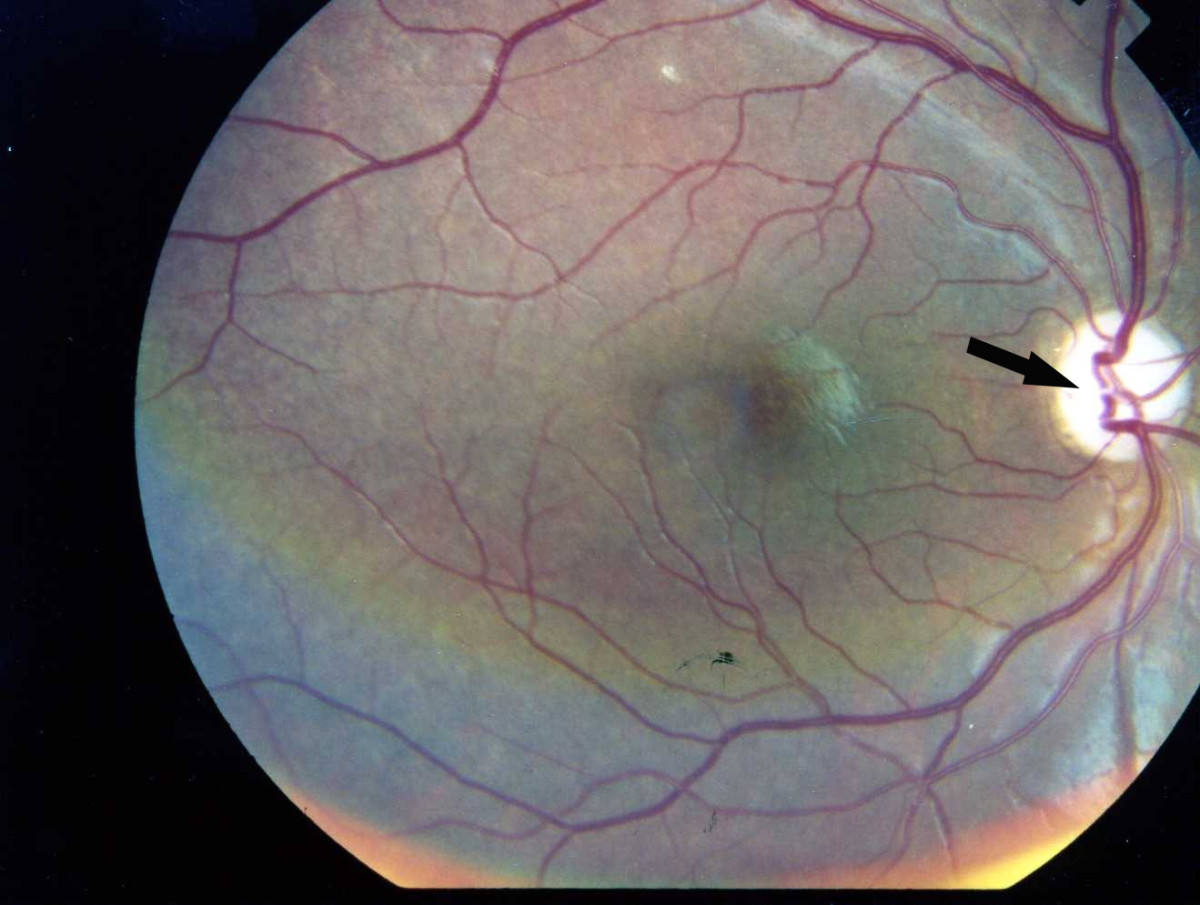

Das DIDMOAD-Syndrom, englisches Akronym für Diabetes insipidus, Diabetes mellitus Opticus-Atrophie und Taubheit (deafness), auch als Wolfram-Syndrom bezeichnet, ist eine seltene angeborene endokrine bzw. Neurodegenerative Erkrankung mit den namensbildenden Merkmalen.
Synonym: Diabetes insipidus-Diabetes mellitus-Optikusatrophie-Schwerhörigkeit-Syndrom
Die Erstbeschreibung einer Kombination von primärer Optikusatrophie mit juvenilem Diabetes mellitus stammt aus dem Jahre 1858 durch Albrecht von Graefe. Das zusätzliche Vorliegen einer Innenohrtaubheit wurde im Jahre 1938 durch die Ärzte Don J. Wolfram und H. P. Wagener beschrieben.

## Verbreitung
Die Häufigkeit wird mit 1 zu 770.000 angegeben, die Vererbung erfolgt weit überwiegend autosomal-rezessiv.

## Ursache
Je nach zugrunde liegender Mutation können folgende Typen unterschieden werden:
- Typ 1 mit Mutationen im WSF1-Gen auf Chromosom 4 Genort p16.1, welches für das Transmembranprotein Wolframin kodiert, häufigste Form[6]

Mutationen in diesem Gen kommen auch mit autosomal-dominanter Vererbung vor und werden dann als Wolfram-ähnliches Syndrom bezeichnet.
- Typ 2 mit Mutationen im CISD2-Gen auf Chromosom 4 an p24, da für das ERIS-Protein kodiert[10]

Ferner wurde noch eine mitochondriale Form beschrieben.

## Klinik
Klinische Kriterien sind:
- Manifestation im Kindes- oder Jugendalter, seltener erst im Erwachsenenalter
- juveniler Diabetes mellitus
- langsam fortschreitende Optikusatrophie mit schlechter werdenden Visus, Gesichtsfeldeinschränkung und Störung im Farbensehen, seltener Nystagmus, Katarakt, pigmentäre Makulopathie, Retinopathie und Glaukom
- Diabetes insipidus
- langsam fortschreitende Innenohrschwerhörigkeit beidseits

Häufig kommen Anomalien der ableitenden Harnwege oder neurologische Veränderungen, auch psychiatrische Auffälligkeiten hinzu
Typ 1 beginnt während der ersten 10 Lebensjahren mit Diabetes mellitus (in 91 %) und Optikusatrophie (in 87 %), später auch Diabetes insipidus (in 50 %). Häufig kommt es zu lebensbedrohlichen Komplikationen bis zentraler Apnoe.
Typ 2 entwickelt keinen Diabetes insipidus.
Weiterhin entwickeln die Patienten eine diabetische Neuropathie. Die Krankheit beginnt in der ersten Lebensdekade, der Verlauf ist progressiv. Etwa ein Viertel der Patienten entwickelt im Krankheitsverlauf auch eine Epilepsie.

## Diagnostik
In der Magnetresonanztomographie kann eine allgemeine Hirnatrophie, besonders im Kleinhirn, Rückenmark und Pons, fehlende Signale aus der hinteren Hypophyse nachgewiesen werden sowie Zeichen der Optikusatrophie. Die Diagnose kann durch humangenetische Untersuchung gesichert werden.

## Differentialdiagnostik
Abzugrenzen sind:
- Rosenberg-Chutorian-Syndrom
- Rogers-Syndrom
- Hagemoser-Weinstein-Bresnick-Syndrom (Optikusatrophie-plus-Syndrom)
- Maternal vererbter Diabetes mit Schwerhörigkeit[13]
- Lebersche Optikusatrophie
- Mohr-Tranebjaerg-Syndrom

## Therapie
Eine ursächliche Behandlung ist bislang nicht möglich. Nach den einzelnen Erkrankungen soll gezielt gesucht werden. Eine Studie mit dem Muskelrelaxans Dantrolen befindet sich derzeit in Phase Ib/Iia.

## Prognose
Bei Fortschreiten der Erkrankungen kann es oft durch Atemstillstand zum vorzeitigen Tod kommen.